# Dasychela badia
Dasychela badia är en tvåvingeart som först beskrevs av Krober 1931.  Dasychela badia ingår i släktet Dasychela och familjen bromsar. Inga underarter finns listade i Catalogue of Life.